# چکاوک دشتی
چکاوک دشتی (نام علمی: Corypha kabalii) گونه‌ای چکاوک از تیرهٔ چکاوکان (Alaudidae) است که در گابن، جمهوری دموکراتیک کنگو، آنگولا و شمال غربی زامبیا یافت می‌شود. در گذشته به عنوان زیرگونهای از چکاوک گردن‌حنایی در نظر گرفته می‌شد.